# Morelia
Morelia é a capital do Estado mexicano de Michoacán e principal cidade do município do mesmo nome. A cidade está localizada no vale do Guayangareo, formado pelo conhecido Eixo Neovulcânico transversal, na região norte do estado, no centro oeste do México. Morelia é a mais populosa e maior cidade do estado de Michoacán, com uma população de 608.049 habitantes, de acordo com a segunda Contagem da População e Habitação 2005 do (INEGI). 
Sua área metropolitana tinha cerca de 735.624 habitantes no mesmo ano, o que a tornou a terceira mais populosa da região metropolitana da região Bajío, superada só por León de los Aldama e Santiago de Querétaro. É a décima oitava do país. Assim mesmo, é maior cidade do estado a partir do ponto de vista social, econômico, cultural e político. 
Morelia se destaca  no país pela sua história, pois a cidade é um dos locais do evento histórico pela formação da Independência do México. Como o berço de figuras importantes da história nacional como José María Morelos y Pavón, Josefa Ortíz de Domínguez, Agustín de Iturbide, e vários presidentes do México, poetas e compositores. 
Também foi a casa do chefe dos conspiradores Valladolid como José Mariano Michelena e José Maria Garcia Obeso,  Morelia também tem um rico legado cultural no tempo. Graças ao patrimônio arquitetônico preservado da época colonial, o Centro Histórico de Morelia foi declarado Patrimônio Cultural da Humanidade pela UNESCO em 1991.
As principais atividades econômicas de Morelia são serviços, principalmente serviços financeiros, imobiliário e turismo, seguido pela indústria da construção, e finalmente, as atividades do setor primário. Como parte da sua zona turística, a cidade abriga grandes festivais culturais.

## Clima
Predomina o  clima temperado com umidade média, com um regime de precipitação que oscila entre 700 a 1000 mm anual e chuvas no inverno de no máximo de 5 mm. A temperatura média anual (municipal) oscila entre 16,2 °C na zona serrana do município e 18,7 °C nas zonas mais baixas. Por outra parte, na cidade de Morelia se tem uma temperatura média anual de 17,6 °C, e a precipitação de 773,5 mm anuais, com um clima temperado subúmido, com umidade média, C(w1). Os ventos dominantes procede, do sudeste  e noroeste, variando em julho e agosto com intensidades de 2,0 a 14,5 km/h.
Na história de Morelia existe também o registro de una nevasca que cobriu a cidade em fevereiro de 1881.
| Dados climatológicos para Morelia                 | Dados climatológicos para Morelia | Dados climatológicos para Morelia | Dados climatológicos para Morelia | Dados climatológicos para Morelia | Dados climatológicos para Morelia | Dados climatológicos para Morelia | Dados climatológicos para Morelia | Dados climatológicos para Morelia | Dados climatológicos para Morelia | Dados climatológicos para Morelia | Dados climatológicos para Morelia | Dados climatológicos para Morelia | Dados climatológicos para Morelia |
| Mês                                               | Jan                               | Fev                               | Mar                               | Abr                               | Mai                               | Jun                               | Jul                               | Ago                               | Set                               | Out                               | Nov                               | Dez                               | Ano                               |
| ------------------------------------------------- | --------------------------------- | --------------------------------- | --------------------------------- | --------------------------------- | --------------------------------- | --------------------------------- | --------------------------------- | --------------------------------- | --------------------------------- | --------------------------------- | --------------------------------- | --------------------------------- | --------------------------------- |
| Temperatura máxima recorde (°C)                   | 27                                | 29                                | 32                                | 33                                | 34                                | 34                                | 32                                | 29                                | 29                                | 29                                | 28                                | 27                                | 30                                |
| Temperatura máxima média (°C)                     | 15                                | 16                                | 18                                | 20                                | 21                                | 21                                | 19                                | 19                                | 19                                | 18                                | 17                                | 15                                | 20                                |
| Temperatura mínima média (°C)                     | 5                                 | 6                                 | 8                                 | 10                                | 12                                | 12                                | 12                                | 12                                | 12                                | 10                                | 8                                 | 6                                 | 10                                |
| Temperatura mínima recorde (°C)                   | −2                                | −3                                | 0                                 | 3                                 | 4                                 | 5                                 | 5                                 | 6                                 | 6                                 | 0                                 | 0                                 | −2                                | 2                                 |
| Precipitação (mm)                                 | 16                                | 6                                 | 9                                 | 11                                | 42                                | 138                               | 184                               | 164                               | 132                               | 53                                | 11                                | 5                                 | 773                               |
| Fonte: Servicio Meteorológico Nacional 06/04/2010 |                                   |                                   |                                   |                                   |                                   |                                   |                                   |                                   |                                   |                                   |                                   |                                   |                                   |